# Christuskirche (Wuppertal-Barmen)

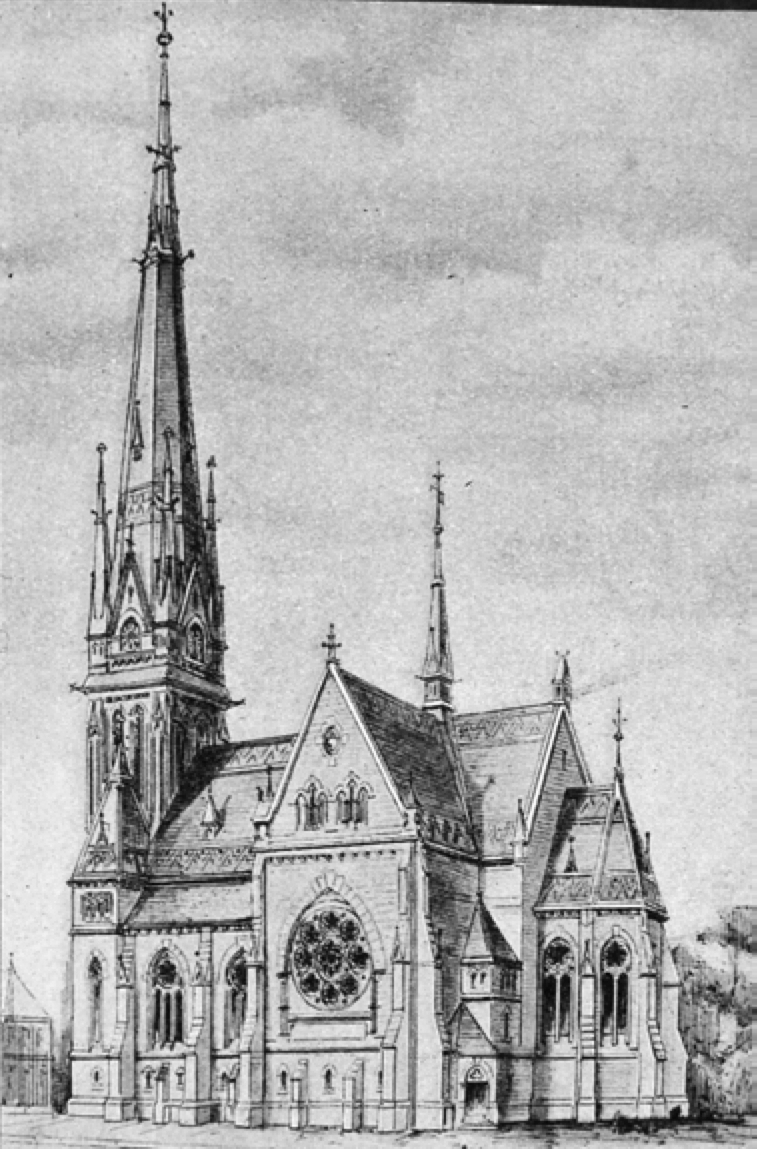
Die Christuskirche nach der Fertigstellung

Die Christuskirche ist eine ehemalige evangelische Kirche in Wuppertal-Barmen. Der erste Bau der Christuskirche wurde zwischen 1885 und 1887 als dritte Kirche im Barmer Stadtteil Unterbarmen errichtet.

## Der erste Bau
Der Barmer Fabrikant Ludwig Ringel hatte in seiner letztwilligen Verfügung der Vereinigt-Evangelischen Gemeinde Unterbarmen 400.000 Goldmark zum Bau eines Gotteshauses, das den Namen Christuskirche führen sollte, hinterlassen. Das Presbyterium der Gemeinde lobte 1883–84 einen Wettbewerb aus; Ringels Testament entnahm man hierbei die Forderung nach einer „stattlichen“ Kirche aus Bruchsteinen, die zum evangelischen Predigtgottesdienst geeignet sein und eine „würdige Einfachheit“ verkörpern solle. Zudem wurde ein markanter Turm gewünscht, da der ausgewählte Bauplatz an der damaligen Dörnerbrückenstraße, der heutigen Straße Zur Dörner Brücke an der Kreuzung mit der Straße Oberdörnen, an städtebaulich eher unauffälliger Stelle lag. Unter den 74 Wettbewerbsbeiträgen setzte sich der Bremer Architekt Carl Bummerstedt gegen seine Konkurrenten durch, Christoph Hehl erhielt einen zweiten Preis. Zur Ausführung gelangte der Bau durch die Firma Bummerstedt & Berger, Bremen/Wiesbaden, die später auch die Gemarker Kirche erbaute. Am 25. September 1885 wurde der Grundstein gelegt, am 10. November 1887 konnte die Unterbarmer Christuskirche der Gemeinde übergeben werden. Der 75 Meter hohe Kirchturm war damals Barmens höchstes Bauwerk und prägte das Stadtbild nachhaltig.
Der nach Nordosten ausgerichtete Kirchenbau war 42 Meter lang und bot etwa 1050 Menschen Platz. Das dreischiffige neogotische Bauwerk folgte dem Grundriss eines lateinischen Kreuzes und hatte den für die Wuppertaler evangelischen Kirchen typischen, der Fassade mittig vorgesetzten Turm. Für das Mauerwerk wurde Grauwacke verwendet, die gliedernden Teile bestanden aus gelblichem Sandstein, dieselben Materialien, die später Johannes Otzen für die Elberfelder Friedhofskirche wählte. Zwei kleine Treppentürme an der äußeren Westfassade führten auf die Emporen, die das Langhaus dreiseitig umgaben, die Querarme waren vollständig mit Emporen überwölbt. Die Kanzel befand sich an der linken Seite des um zwei Stufen erhöhten Fünfachtelchors, in dessen Mitte sich eine Altar befand. Die Orgel befand sich an der rückwärtigen Seite des Turms über dem Eingang in den Kirchraum.

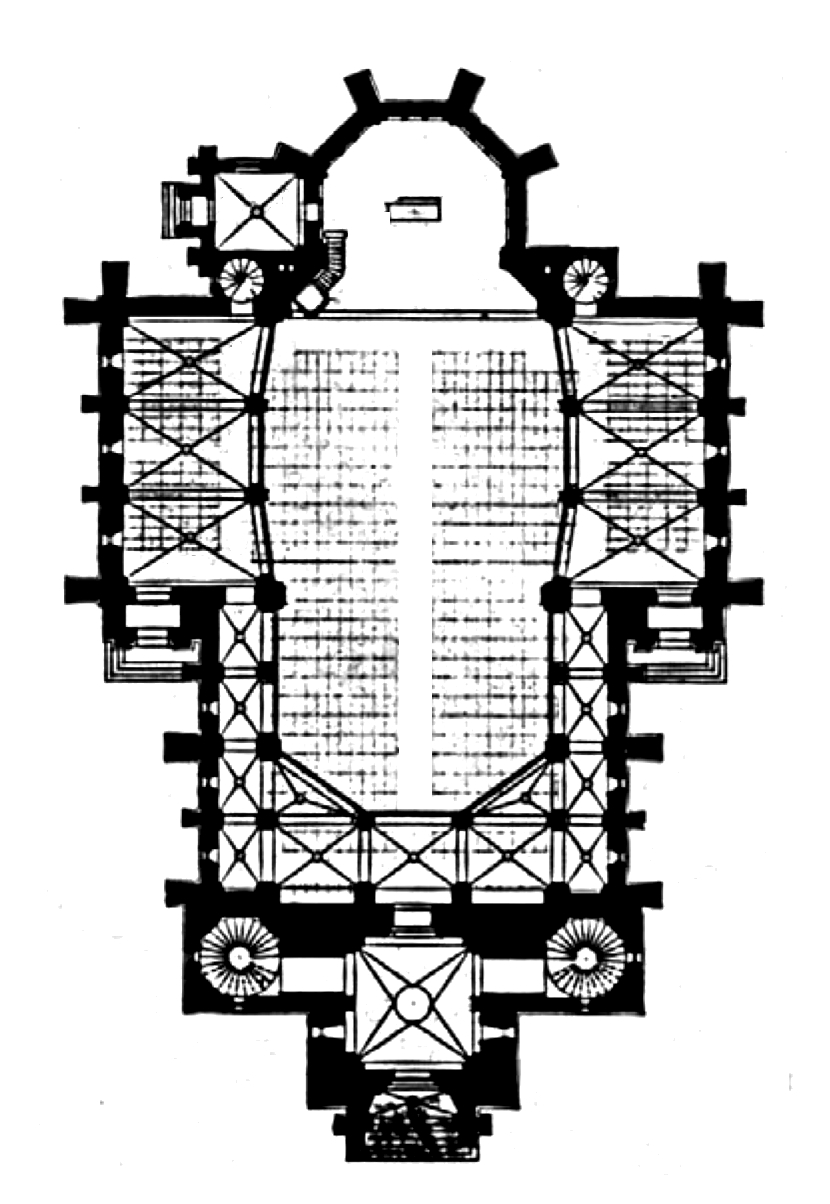
Grundriss der alten Kirche
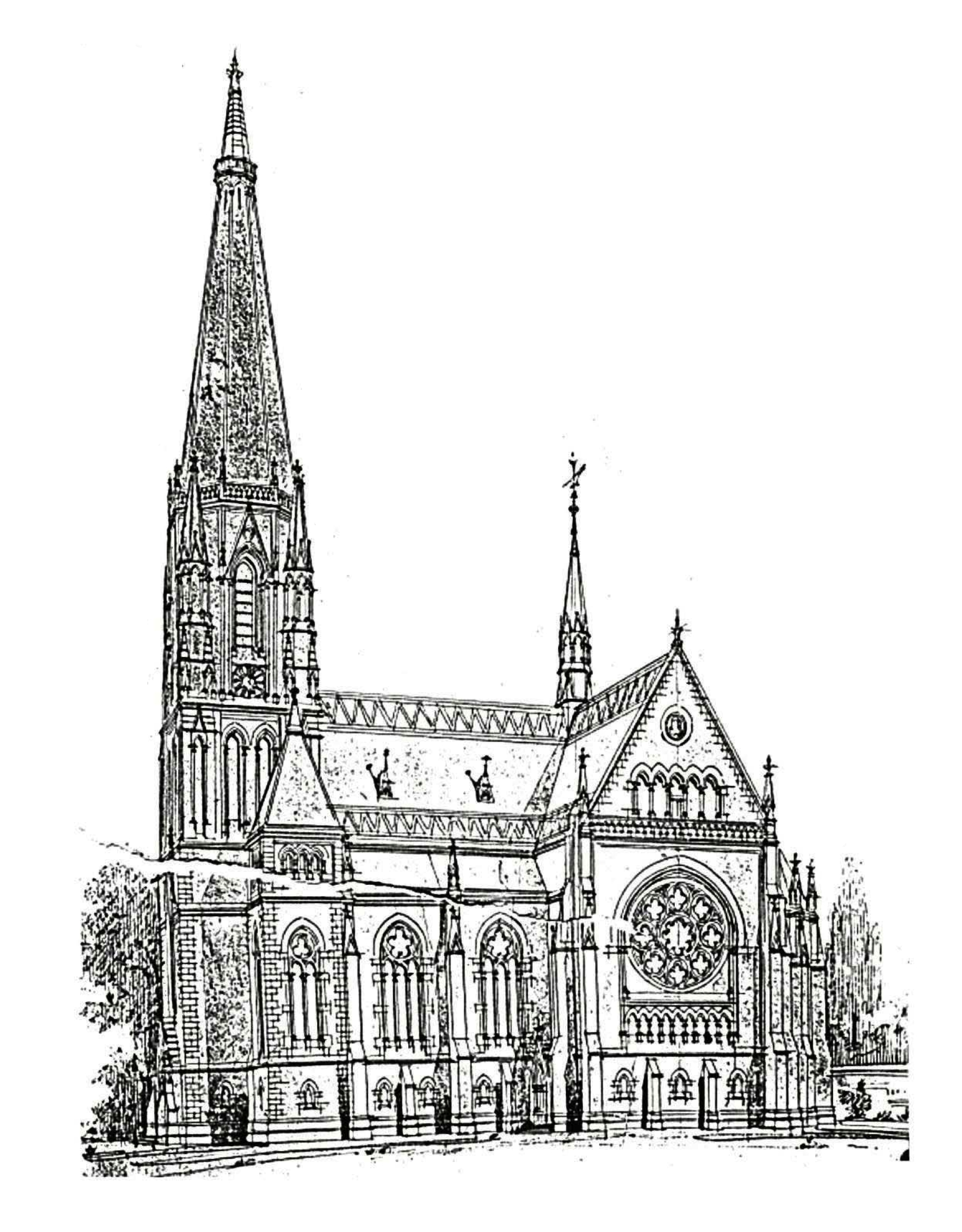
Entwurfsskizze von Carl Bummerstedt
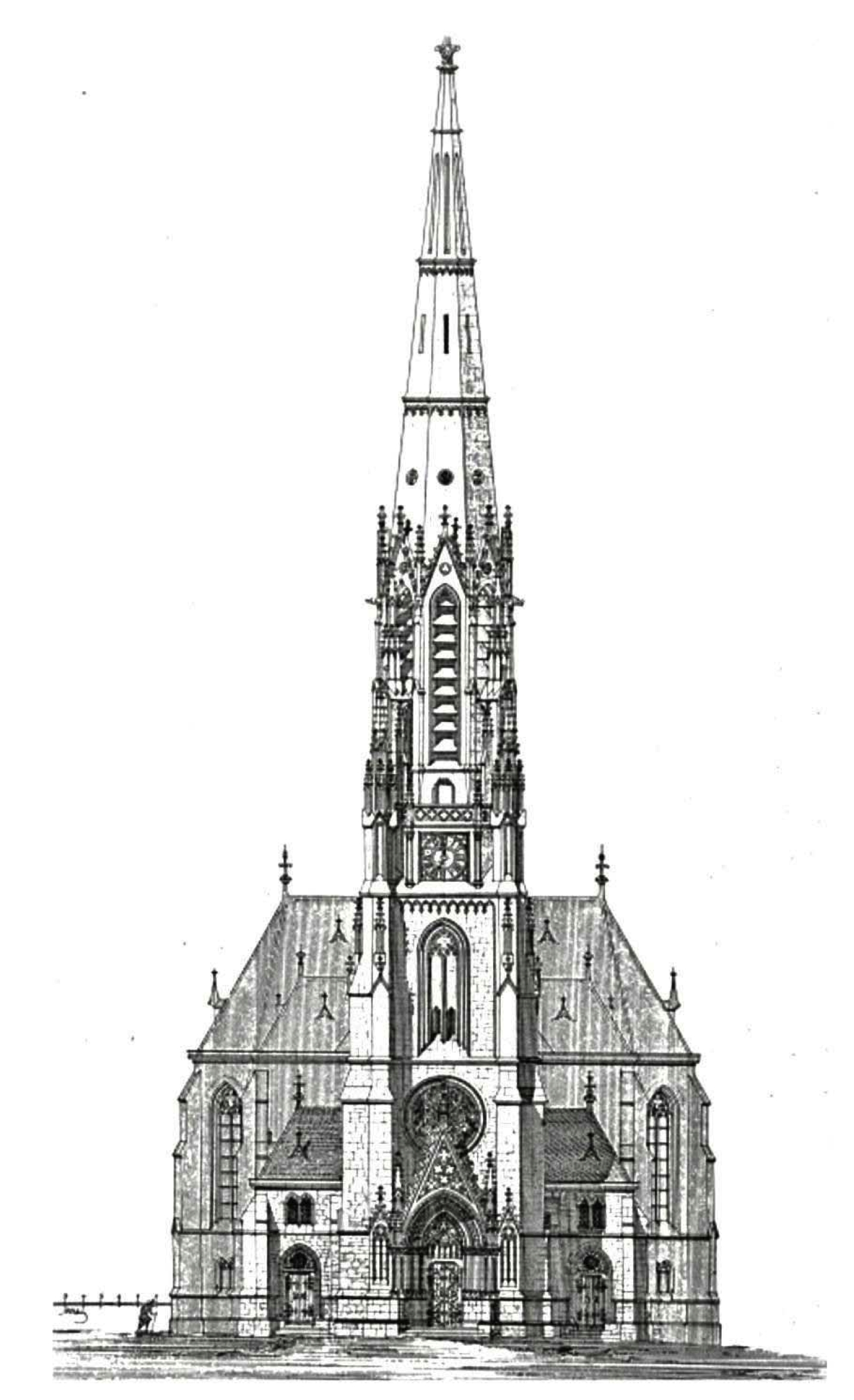
Nicht ausgeführter Entwurf von Christoph Hehl

Große Teile Barmens wurden in der Nacht zum 30. Mai 1943 während der Luftangriffe auf Wuppertal zerstört. Auch die Unterbarmer Christuskirche brannte bis auf die Außenmauern nieder. Für einen Wiederaufbau gab es seitens der Gemeinde nach dem Zweiten Weltkrieg keinerlei finanzielle Mittel, so dass sich das Presbyterium zum Abriss der Kirche entschloss. Die Stadt Wuppertal verpflichtete sich zur Übernahme der Abbruchkosten, 1955 wurden die Trümmer schließlich abgetragen.

## Der Neubau

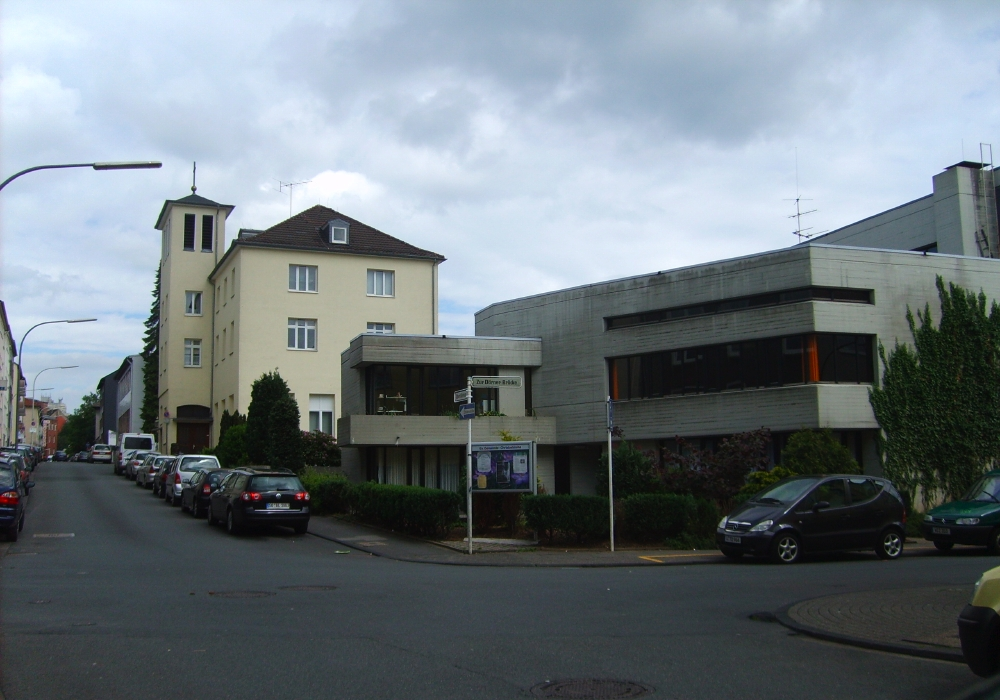
Gemeindezentrum Christuskirche Wuppertal-Barmen

Nach Teilung der Vereinigt-Evangelischen Gemeinde Unterbarmen in vier Kirchengemeinden zu Beginn der 1960er-Jahre beschloss das Presbyterium der Vereinigt-Evangelischen Gemeinde Unterbarmen-Ost im August 1968 die Errichtung eines Gemeindezentrums auf dem Gelände der ehemaligen Christuskirche. Im Folgejahr begannen die Bauarbeiten, 1972 war der Rohbau fertiggestellt, am 16. September 1973 wurde das Gemeindezentrum Christuskirche seiner Bestimmung übergeben. Die Kirchengemeinden Unterbarmen Mitte, West und Ost schlossen sich zum 1. Juli 2006 wieder zur Vereinigt-Evangelischen Kirchengemeinde Unterbarmen zusammen. Im Zuge der Gemeindefusion wurde die Christuskirche als Predigtstätte zu Beginn 2008 aufgegeben. Anschließend begann dort das Gemeinschaftsprojekt Haus der Generationen von Kirchengemeinde, Kirchenkreis (Familienbildungsstätte) und Stadt Wuppertal (Bezirkssozialdienst 6) mit Angeboten zur Unterstützung der Menschen in der Talachse. Im Rahmen des im Rheinland erstmaligen Modellprojektes „Jugendkirche“ fanden zwei Mal monatlich Jugendgottesdienste statt.
Im April 2013 erfolgte die endgültige Schließung des Gemeindezentrums. Das Projekt Haus der Generationen wurde eingestellt. Das Gebäude wurde 2017 an den Verein Alpha e.V. verkauft, der dort eine Tagesstätte betreibt.